# 商船三井ロジスティクス
商船三井ロジスティクス株式会社（しょうせんみついロジスティクス、英: MOL Logistics Co., Ltd.）は、商船三井グループの海上・航空輸送を主な業務とする企業（フォワーダー）である。

## 概要
商船三井グループの中核企業として総合物流事業を展開している。近年は、新興地域への積極的な展開を掲げ、2017年にナイロビ支店開設、2018年にオマーン代理店との代理店契約締結など環インド洋諸国でのビジネス拡大にも注力している。2018年6月現在、グローバルネットワークは世界26か国、28法人、121拠点となっている。

## 沿革
- 1960年（昭和35年）
  - 5月 - 商船航空サービス株式会社設立[5]。
  - 8月 - 株式会社三井ライン・エアサービス設立[6]。
- 1964年（昭和39年）5月 - 株式会社三井ライン・エアサービスは、三井航空サービス株式会社に商号を変更[7]。
- 1989年（平成元年）7月 - 三井航空サービス株式会社と商船航空サービスが合併し、エムオーエアシステム株式会社となる[7]。
- 2001年（平成13年）
  - 7月 - 国際輸送事業部門と旅行事業部門を分割。旅行事業部門は会社分割によりエムオーツーリスト株式会社として分離独立[7][8]。
  - 10月 - 商船三井ロジスティクス株式会社に商号を変更[7]。

## グループ会社

### 国内[1]
- エムオーエアロジスティックス株式会社 - 千葉県成田市
- 株式会社エムオーエルロジスティクス静岡 - 静岡県静岡市
- エムオーエルロジスティクス九州株式会社 - 福岡県福岡市
- ハーモニートランスポート株式会社 - 千葉県成田市

### 海外[9]
- MOL Logistics (USA) Inc. - アメリカ合衆国
- MOL Logistics Mexico S DE R. DE C.V. - メキシコ
- MOL Logistics Holding (Europe) B.V. - オランダ
- MOL Logistics (Netherlands) B.V. - オランダ
- MOL Logistics (Deutschland) GmbH. - ドイツ
- MOL Döhle Worldwide Logistics GmbH - ドイツ
- MOL Logistics （UK） Ltd. - イギリス
- MOL Logistics （Czech） s.r.o. - チェコ
- 商船三井物流（香港）有限公司 - 香港
- 上海華加國際貨運代理有限公司 - 中国
- 上海外高橋保税物流園区商船三井物流有限公司 - 中国
- 上海華国運輸有限公司 - 中国
- 商船三井物流股份有限公司 - 台湾
- MOL Logistics (Singapore) Pty.Ltd. - シンガポール
- MOL Logistics (Thailand) Co.,Ltd. - タイ
- MOL Logistics (Malaysia） Sdn. Bhd. - マレーシア
- MOL Logistics （Philippines） Inc. - フィリピン
- MOL Logistics （Vietnam） Inc. - ベトナム
- MOL Logistics Vietnam Transportation Inc. - ベトナム
- MOL Logistics (Cambodia) Co., Ltd. - カンボジア
- MOL Logistics (Myanmar) Co., Ltd. - ミャンマー
- PT. MOL Logistics Indonesia - インドネシア
- PT. MOL Logistics Warehouse - インドネシア
- MOL Logistics (India) Pvt.Ltd. - インド
- MOL Logistics Lanka (Private) Ltd. - スリランカ